# Maria van Eicken
Maria de Eicken (em neerlandês:  Maria van Eicken; Bruxelas, 1571 – 21 de abril de 1636) foi um membro da baixa Nobreza flamenga que casou com o marquês Eduardo Fortunato de Baden-Baden.

## Biografia
Maria nasceu em Bruxelas, sendo filha de Joost Van der Eycken, senhor de Nederloo e governador da cidade de Breda. A mãe, Bárbara de Mol, filha de Martin de Mol, Grande Falcoeiro do Rei de Espanha nos Países Baixos Espanhóis.
A 13 de março de 1591, em Bruxelas, ela casou civilmente com o marquês Eduardo Fortunato de Baden-Baden. A cerimónia religiosa ocorreu a 14 de maio de 1593, quando já nascera a primeira filha.
Por ela pertencer à baixa nobreza, o casamento foi considerado morganático por Ernesto Frederico, primo de Eduardo Fortunato que reinava em Baden-Durlach. Os filhos de tal casamento ficariam, por isso, afastados da sucessão. 
Ernesto Frederico invadiu Baden-Baden em 1594, que só viria a ser desocupada após a Guerra dos Trinta Anos. Em 1622, o filho mais velho de Maria e de Eduardo Fortunato, Guilherme acabou, finalmente, por recuperar Baden-Baden.
Maria viria a falecer em 1636, no Mosteiro de Porta Angelica, no vale de Flaumbach, próximo de Treis-Karden.

## Casamento e descendência
Do seu casamento com Eduardo Fortunato, nasceram quatro filhos:
- Ana Maria Lucrécia (Anna Maria Lukretia), (1592–1654);
- Guilherme (Wilhelm) (1593–1677), que sucedeu ao pai como marquês de Baden-Baden, com descendência;
- Hermano Fortunato (Hermann Fortunatus) (1595–1665) que sucedeu ao tio paterno, Filipe III, como marquês de Baden-Rodemachern;
- Alberto Carlos (Albrecht Karl) (1598–1626).